# Ламар (округ, Джорджія)
Шаблон:StateAbbr_ 33°04′ пн. ш. 84°08′ зх. д. / 33.07° пн. ш. 84.14° зх. д.
Округ Ламар (англ. Lamar County) — округ (графство) у штаті Джорджія, США. Ідентифікатор округу 13171.

## Історія
Округ утворений 1920 року.

## Демографія
За даними перепису
2000 року
загальне населення округу становило 15912 осіб, зокрема міського населення було 6729, а сільського — 9183.
Серед мешканців округу чоловіків було 7619, а жінок — 8293. В окрузі було 5712 домогосподарства, 4286 родин, які мешкали в 6145 будинках.
Середній розмір родини становив 3,05.
Віковий розподіл населення поданий у таблиці:
| Стать    | До 15 років | 15-21 | 22-29 | 30-39 | 40-49 | 50-65 | 65-85 | Понад 85 |
| -------- | ----------- | ----- | ----- | ----- | ----- | ----- | ----- | -------- |
| Чоловіки | 1654        | 882   | 707   | 1143  | 1147  | 1250  | 772   | 64       |
| Жінки    | 1644        | 1020  | 808   | 1154  | 1168  | 1335  | 998   | 166      |

## Суміжні округи
- Баттс — північний схід
- Монро — схід
- Апсон — південний захід
- Пайк — захід
- Сполдінг — північний захід

## Виноски
1. ↑  U.S. Decennial Census. United States Census Bureau. Архів оригіналу за 4 квітня 2018. Процитовано 23 червня 2014.
2. ↑  Historical Census Browser. University of Virginia Library. Архів оригіналу за 11 серпня 2012. Процитовано 23 червня 2014.
3. ↑  Population of Counties by Decennial Census: 1900 to 1990. United States Census Bureau. Архів оригіналу за 2 лютого 2019. Процитовано 23 червня 2014.
4. ↑  Census 2000 PHC-T-4. Ranking Tables for Counties: 1990 and 2000 (PDF). United States Census Bureau. Архів оригіналу (PDF) за 18 грудня 2014. Процитовано 23 червня 2014.
5. ↑  State & County QuickFacts. United States Census Bureau. Архів оригіналу за 7 червня 2011. Процитовано 23 червня 2014.(англ.) Наведено за англійською вікіпедією.
6. ↑  American FactFinder. Бюро перепису населення США. Архів оригіналу за 26 лютого 2012. Процитовано 31 січня 2008.

| США | Це незавершена стаття з географії США. Ви можете допомогти проєкту, виправивши або дописавши її. |